# Саверовка
Саверовка — посёлок в Гайском городском округе Оренбургской области.

## География
Находится на расстоянии примерно 6 километров по прямой на юг от окружного центра города Гай.

## Климат
Климат резко выраженный континентальный. Основные черты климата: холодная суровая зима, жаркое сухое лето, неустойчивость и недостаточность атмосферных осадков. Абсолютный минимум температуры — минус 44 градуса по Цельсию. Лето жаркое, максимальная температура воздуха достигает плюс 40 градусов по Цельсию. Одна из особенностей климата- наличие большого числа дней в году с ветрами (до 275 суток) и наличие суховеев (преимущественно юго-западные ветры). Среднегодовое количество осадков составляет 220—300 мм. Снежный покров устанавливается в середине ноября и исчезает в конце апреля. Глубина промерзания грунт — 2-2,5м.

## История
Основан около 1897 года переселенцами с Украины (первоначально название Кордюченко). В советское время работали колхозы «Красный Пахарь», совхозы «Темпы Советов» и «Гай». В 1996 году в поселок были переселены жители соседних сел Барковка, Лысогорка, Шарипка, которые прекратили свое существование. До 2016 года входил в состав Камейкинского сельсовета Гайского района, после реорганизации обоих муниципальных образований входит в состав Гайского городского округа.

## Население
Постоянное население составляло 391 человек в 2002 году (русские 45 %), 317 в 2010 году.